# Carl Adalbert Herrmann

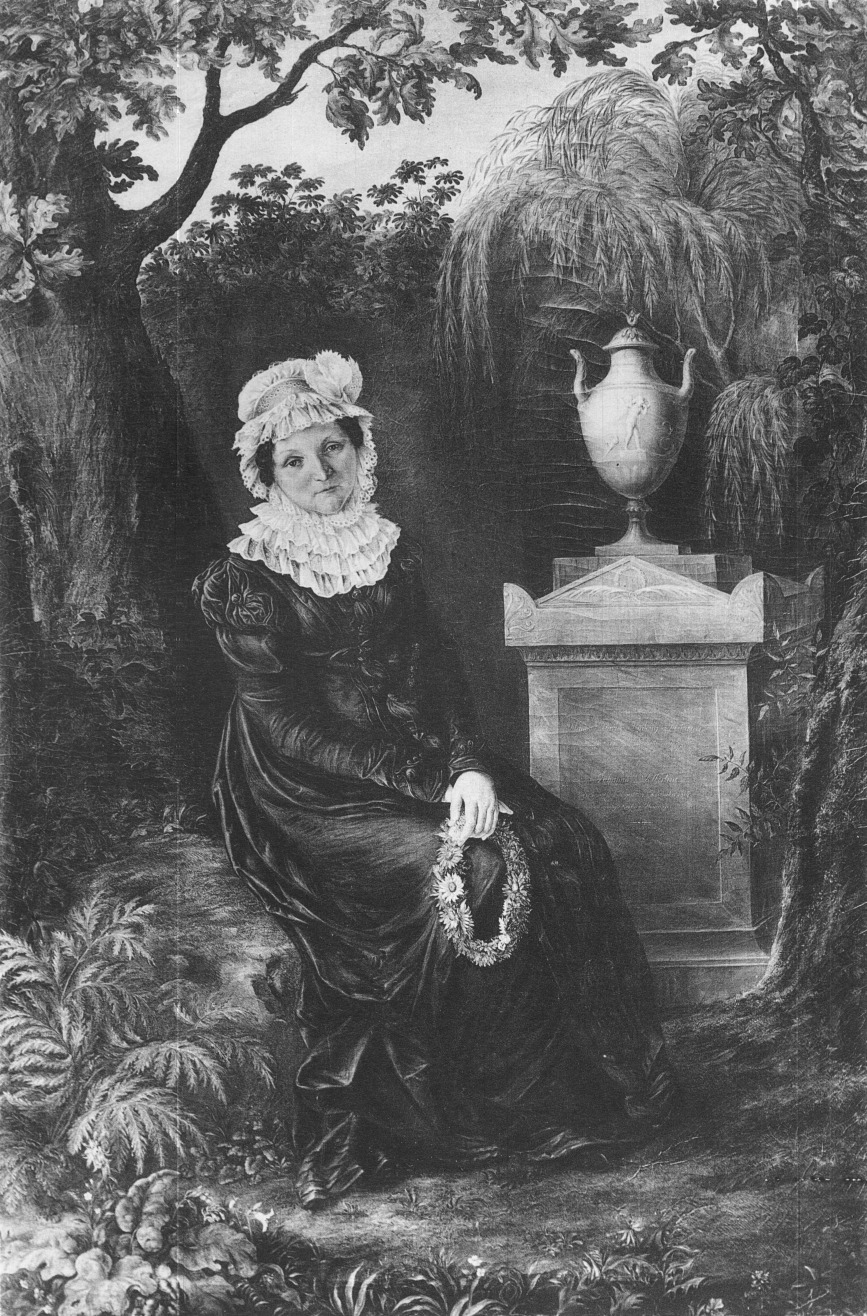
Portret Johanny Yorck von Wartenburg autorstwa Herrmanna (1825)

Carl Adalbert Herrmann (ur. 24 kwietnia 1791 w Opolu jako Carolus Ignatius
Albertus Hermann, zm. 14 kwietnia 1845 we Wrocławiu) – niemiecki artysta malarz.
Jego ojcem był Ignatz Herrmann, kominiarz, który następnie uzyskał stanowisko skarbnika miejskiego. Celem nauki malarstwa Carl wyjechał do Pragi, gdzie uczył się u Josepha Berglera. Naukę kontynuował w Dreźnie w tamtejszej Hochschule für Bildende Künste Dresden (Wyższej Szkole Sztuk Pięknych), gdzie został uczniem Moritza von Retzscha. Od 1814 r. ponownie zamieszkał w swoim rodzinnym mieście. Dzięki stypendium rządu pruskiego, od jesieni 1817 do wiosny 1820, przebywał we Włoszech, głównie w Rzymie, studiując tamtejsze dzieła malarskie i wiążąc się z nazareńczykami, w tym z Johannem Overbeckiem. Po powrocie do Opola pracował jako artysta malarz, ale z powodu małej liczby zamówień został w 1826 r. zmuszony do przeprowadzki do Wrocławia, gdzie przez szereg lat także miał trudności z utrzymaniem się. W 1834 otrzymał posadę nauczyciela rysunku w dwóch wrocławskich gimnazjach: św. Elżbiety i św. Marii Magdaleny. W 1836 został profesorem gimnazjalnym. Był jednym z założycieli Breslauer Künstler-Verein (Wrocławskiego Stowarzyszenia Artystów), organizatorem wielu wystaw wrocławskich malarzy. 
We wrześniu 1820 ożenił się z Johanną z d. Jackel; mieli córki Marię i Annę. 
Specjalizował się w portretach (pozował mu m.in. papież Pius VII), a także w kopiach dzieł słynnych dawnych włoskich malarzy, w tym Rafaela. Malował również obrazy o tematyce religijnej. W latach 1815-1834 prowadził dziennik, współcześnie przechowywany w Archiwum Państwowym w Opolu, jego część, pod tytułem "Carla Herrmanna zbiór receptur różnych", archiwum wydało w 2019 r.
Dzieła Herrmanna znajdują się w kolekcjach Muzeum Narodowego we Wrocławiu (rysunek "Martwa natura z saganem i warząchwią", 1818), Muzeum Archidiecezjalnego we Wrocławiu (zbiór rysunków z lat 1818, 1819), Biblioteki Narodowej (zbiór rysunków, w tym kopie obrazów mistrzów włoskich), Muzeum Śląska Opolskiego (rysunek "Portret ojca artysty", 1823), a także w katedrze opolskiej (obraz "Koronacja Najświętszej Marii Panny", 1828, zachowany) i kościele św. Jana Chrzciciela w Cieplicach-Zdroju (6 obrazów przedstawiających świętych i obraz „Anioł Stróż" (1821-1823, zachowane). Kopia obrazu Rafaela "Madonna Tempi" pędzla Herrmanna, namalowana przed 1830, znajduje się w Nowej Oranżerii w Poczdamie, a "Portret rodziny ziemiańskiej Engel" z 1832, jest w zbiorach berlińskiego Niemieckiego Muzeum Historycznego.